# Бартон (округ, Миссури)
Округ Бартон (англ. Barton County) — округ штата Миссури, США. Население округа на 2009 год составляло 12 386 человек. Административный центр округа — город Ламар.

## История
Округ Бартон основан в 1855 году.

## География
Округ занимает площадь 1538.5 км2.

## Демография
Согласно оценке Бюро переписи населения США, в округе Бартон в 2009 году проживало 12 386 человек. Плотность населения составляла 8.1 человек на квадратный километр.